# Donner in Fern-Ost
Donner in Fern-Ost (auch Donner über Fernost) ist ein US-amerikanischer Abenteuerfilm aus dem Jahr 1953 von Charles Vidor mit Alan Ladd und Deborah Kerr in den Hauptrollen. Der Film wurde von Paramount Pictures produziert und basiert auf dem Roman The Rage of the Vulture von Alan Moorehead.

## Handlung
Indien im Jahr 1947, kurz nach Erlangung der Unabhängigkeit. In Gandahar planen der Rebellenführer Newah Khan und sein Stellvertreter Azam einen Angriff auf eine benachbarten Gemeinde, als sie die Landung eines Flugzeuges auf dem örtlichen Flugplatz bemerken. Der Pilot, der Amerikaner Steve Gibbs, wird von den örtlichen Beamten misstrauisch begrüßt und dann Singh, dem Berater des Maharadschas, vorgestellt. Steve bietet den Verkauf von Waffen an, was der Pazifist Singh ablehnt und Steve fortschickt. Begleitet von seinen jungen Freund, dem Waisenjungen Moti Lal, checkt Steve in einem Hotel ein, nicht ahnend, dass er von Azam beobachtet wird. Im Hotel wird die Engländerin Joan Willoughby auf Steve aufmerksam, als er ihr Applaus für ihre pro-indischen Kommentare spendet. Die Französin Lizette Damon bittet Steve, sie umsonst nach Bombay zu fliegen, was der Amerikaner ablehnt. In der Hotelbar trifft Steve wieder auf Joan und erkennt erst jetzt, dass sie blind ist. Trotz ihrer Blindheit kann sie ihm dennoch die Stadt zeigen, indem sie sich an Dinge aus ihrer Kindheit erinnert. In einem Laden ersteht Steve einen Ring für sie, was sie so berührt, dass sie ihm eine Audienz beim Maharadscha verschaffen will, wenn er sie zu einem Picknick ausführt.
Einige Zeit später wird Steve von Azam um einen Verhandlungstermin für den Verkauf der Waffen angesprochen. Mit Hilfe ihres Großvaters, einem einflussreichen Politiker, kann Joan die versprochene Audienz arrangieren. Zur gleichen Zeit verspricht Singh Lizette, ihr bei der Beschaffung eines Visums im amerikanischen Konsulat in Bombay zu helfen. Bei der Audienz willigt der Maharadscha, trotz Singhs Einwände, in den Waffenkauf ein, da er die Waffen und auch das Flugzeug schon konfisziert hat. Auf die Nachricht, dass die Rebellen einen Bus angegriffen und die britischen Passagiere massakriert haben, reagiert der Fürst ängstlich und will an die Riviera fliegen. Im Hotel erklärt Steve Joan, dass sie aus Sicherheitsgründen mit ihm an diesem Abend nach Bombay fliegen soll. Aus Angst vor der Außenwelt lehnt sie zuerst ab, willigt dann doch ein, als ihr Steve verspricht, sie zurückzubringen, sobald wieder Frieden herrscht. Später wird Steve von dem wütenden Azam angegangen, der sich beklagt, dass die Waffen schon verkauft sind. Von den verbliebenen Engländern verlangt Azam jeweils 1.000 Rupien für die Ausreise. Genervt setzt Steve den Preis für einen Platz in seinem Flugzeug auf 10.000 Rupien fest. Joan ist entsetzt über Steves Profitgier und ohrfeigt ihn. Nun lädt Steve Lizette zu dem Flug ein, woraufhin Joan ihr den Ring gibt.
Singh hat Lizettes Visum beschaffen können. Steve schlägt den Soldaten, der sein Flugzeug bewacht, nieder. Auf der Rollbahn schießt der Soldat auf das Flugzeug, in dem Feuer ausbricht. Steve und die Passagiere können sich retten und müssen, da die Rebellen in die Stadt eindringen, Schutz im Palast suchen. Auch Singh und Joan fliehen dorthin. Immer noch lehnt Singh ab, die Waffen zu benutzen, doch einige der geflüchteten Passagiere, unter ihnen General Harrison, bemerken in Kisten verpackte Gewehre. Mit dem Erlös aus dem Verkauf der Waffen an den Maharadscha kauft Steve einen Jeep und bittet Joan, mit ihm zu kommen, doch die lehnt ab und beklagt sein Söldnerverhalten. Steve fährt ins Lager der Rebellen, um mit Newah Khan zu sprechen, wird aber von Azam abgefangen und zum Hotel gebracht, dem Hauptquartier der Rebellen. Der Khan lässt Steve mit seinem Partner in Bombay telefonieren, um ein Flugzeug anzufordern. Dafür soll er Singh eine Nachricht überbringen. Steve fährt, nachdem er Azam niedergeschlagen hat, zurück zum Palast und informiert Singh, dass der Khan ein Treffen um Mitternacht für Friedensverhandlungen anbietet. Joan ist überrascht über Steves Rückkehr, dennoch verachtet sie ihn als selbstsüchtigen Feigling.
Singh kehrt erst im Morgengrauen zurück. Er taumelt in den Palast und erklärt, der Khan ließ eine seiner Hände abhaken, weil er die Herausgabe der Waffen verweigerte. Steve bietet sein Blut für eine Transfusion an und drängt darauf, die Waffen gegen die Rebellen einzusetzen, was Singh jedoch immer noch ablehnt. Die Rebellen nehmen den Palast unter Beschuss, die Engländer erwidern das Feuer mit den Karabinern der Palastwachen. Zur gleichen Zeit landet Steves Partner mit einer kleinen Maschine, die nur elf Passagiere aufnehmen kann. General Harrison ordnet an, dass die Frauen mit Steve ausgeflogen werden. Dann bittet er Singh erneut, die gekauften Waffen einzusetzen,  bis das Flugzeug wieder zurückkommt. Wieder lehnt Singh ab, der vielmehr mit Newah Khan verhandeln will. Harrison will ihn hindern und wird von einem Scharfschützen erschossen. Azam informiert Newah Khan, dass die Engländer nur über Gewehre und nicht über Maschinengewehre verfügen. Steve erfährt, dass Joan sich weigert, ausgeflogen zu werden. Er will sie nicht verlassen, was Joan so rührt, dass sie ihm verzeiht. Joans Großvater vermählt das Paar. Kurz darauf beginnen die Rebellen, die Palasttore aufzubrechen. Während Singh mit Moti Lal betet, entbrennt ein heftiger Kampf. Als der Junge erschossen wird, gibt Singh die Waffen frei. Mit Maschinengewehren bewaffnet können die Engländer die Rebellen besiegen.

## Produktion

### Hintergrund
Gedreht wurde der Film von Anfang April bis Ende Mai 1951 in den Paramount-Studios in Hollywood.
Im Februar 1951 wurde bekannt, dass das Drehbuch mit seinen Charakteren zusammen mit der politischen Situation Indiens Probleme bereite, so dass die Produktion noch vor Beginn der Aufnahmen angehalten werden musste. Nach mehreren Überarbeitungen wurde am 26. Februar grünes Licht gegeben.
Für den Film wurden Deborah Kerr von Metro-Goldwyn-Mayer und Corinne Calvet von Hal B. Wallis ausgeliehen. 
Die Veröffentlichung wurde im Dezember 1951 auf Anraten des Außenministeriums ausgesetzt. Der Grund hierfür war die Sorge, dass UN-Delegierte aus Indien und Pakistan Anstoß an der Produktion nehmen könnten.

### Stab
Roland Anderson und Hal Pereira oblag die künstlerische Leitung. Sam Comer und Grace Gregory waren für das Szenenbild zuständig, Edith Head für die Kostüme, Wally Westmore für das Maskenbild. Jan Domela, Farciot Edouart,  Gordon Jennings und Irmin Roberts schufen die Spezialeffekte. Doane Harrison war Leiter der Schnitt-Abteilung. Das Orchester wurde von Harold Byrns und George Parrish geleitet und von Irvin Talbot dirigiert. Konzertmeister war der Violinist Toscha Seidel.

### Besetzung
In kleinen nicht im Abspann erwähnten Nebenrollen traten Arthur Gould-Porter, Leonora Hornblow in ihrer einzigen Filmrolle und Jill St. John unter ihrem Geburtsnamen Jill Oppenheim in ihren Filmdebüt auf. Ebenfalls unerwähnt blieben Bobker Ben Ali als Azam, Floyd Nolta als Pilot des Evakuierungsflugzeuges und William Wilkerson als Wachsoldat.

## Synchronisation
Die deutsche Synchronfassung entstand im Auftrag der Berliner Synchron GmbH Wenzel Lüdecke.
| Rolle           | Schauspieler        | Deutscher Synchronsprecher |
| --------------- | ------------------- | -------------------------- |
| Steve Gibbs     | Alan Ladd           | Ernst Wilhelm Borchert     |
| Joan Willoughby | Deborah Kerr        | Marianne Kehlau            |
| Singh           | Charles Boyer       | Wolfgang Lukschy           |
| Lizette Damon   | Corinne Calvet      | Gisela Trowe               |
| Dr. Willoughby  | Cecil Kellaway      | Walter Werner              |
| Nitra Puta      | John Abbott         | Alfred Balthoff            |
| Neaah Khan      | Philip Bourneuf     | O. E. Hasse                |
| Gen. Harrison   | John Williams       | Siegfried Schürenberg      |
| Maharadscha     | Charles Lung        | Ernst Schröder             |
| Azam            | Boker Ben Ali       | Erich Fiedler              |
| Mr. Corbett     | Arthur Gould-Porter | Peter Petersz              |
| Mr. Thompson    | Trevor Ward         | Walter Bluhm               |

Anmerkung: Die kursiv geschriebenen Namen sind Rollen und Darsteller, die nicht im Abspann erwähnt wurden.

## Veröffentlichung
Die Premiere des Films fand am 3. Februar 1953 in New York statt. In der Bundesrepublik Deutschland kam er am 5. Dezember 1853 in die Kinos.

## Kritiken
Das Lexikon des internationalen Films schrieb: „Pathetisches, geschwätziges Polit-Abenteuer mit einer unglaubhaften Liebesgeschichte.“
Manny Farber beschrieb den Film im Magazin The Nation als eine der lahmsten und grausigsten Verzerrungen der asiatischen Existenz seit Lost Horizon.
Der Kritiker des TV Guide sah einen Film mit einem wie üblich guten Alan Ladd. Die restliche Besetzung sei durch das geschwätzige Drehbuch und die lustlose Regie verschwendet.